# Arcas imperialis
Arcas imperialis är en fjärilsart som beskrevs av Pieter Cramer 1779. Arcas imperialis ingår i släktet Arcas och familjen juvelvingar. Inga underarter finns listade i Catalogue of Life.

## Bildgalleri

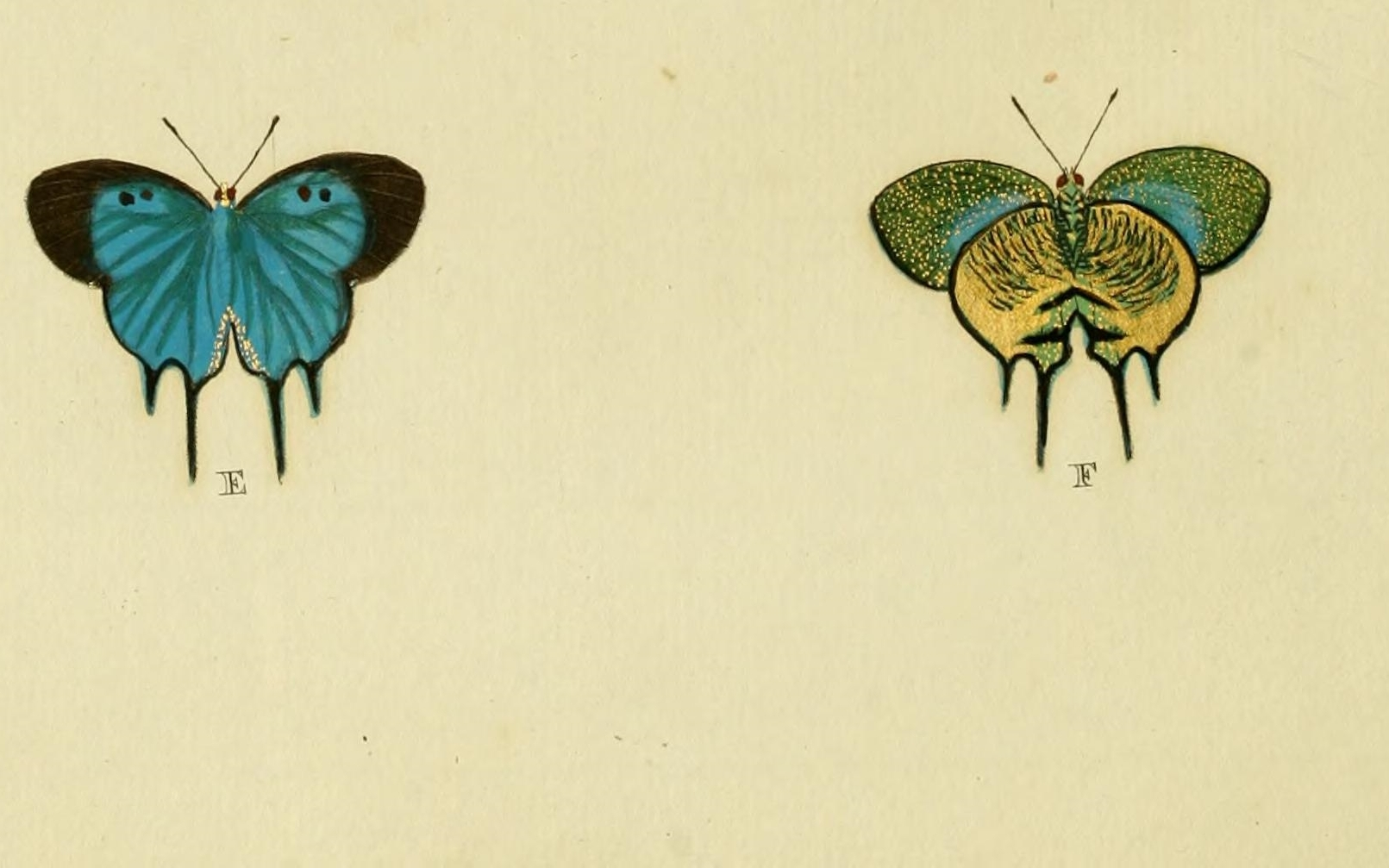
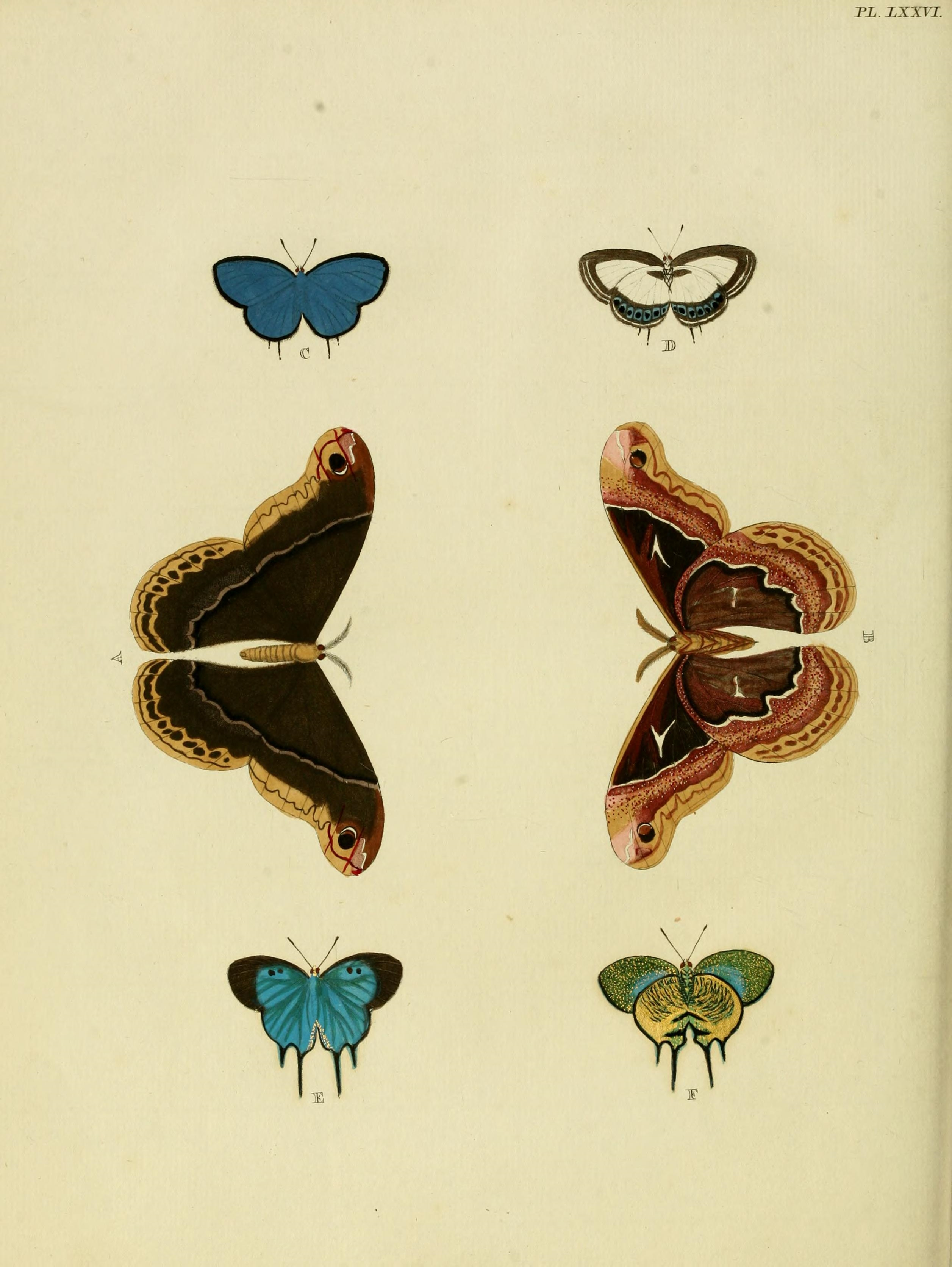